# NGC 3202
NGC 3202 је спирална галаксија у сазвежђу Велики медвед која се налази на NGC листи објеката дубоког неба.
Деклинација објекта је + 43° 1' 17" а ректасцензија 10h 20m 31,6s. Привидна величина (магнитуда) објекта NGC 3202 износи 13,2 а фотографска магнитуда 14,1. NGC 3202 је још познат и под ознакама UGC 5581, MCG 7-21-41, CGCG 211-44, AM 1017-262, PGC 30236.